# ره آورد (فصلنامه)
ره آورد، نشریه ای فرهنگی، ادبی و تاریخی است که در سال ۱۳۶۱ / ۱۹۸۱ خورشیدی توسط حسن شهباز در لس آنجلس پایه‌گذاری شد. این فصلنامه از نخستین مجلات دوره ای جامعه ایرانیان مقیم آمریکاست که پس از انقلاب ۱۳۵۷ در این کشور بنیان گذاشته شد.
۷۴ شماره از این فصلنامه، در زمان حیات وی و با سردبیری او و مدیریت شعله شمس شهباز به دوستداران فرهنگ ایران ارائه شد. پس از درگذشت حسن شهباز، به درخواست شهباز، همسر او، شعله شمسِ شهباز، مدیریت و سپس سردبیری ره آورد را به دست گرفت و همچنان به انتشار آن ادامه داد. این فصلنامه از سال ۲۰۱۷ میلادی و با همکاری فرشید دلشاد به شکل دوزبانه فارسی و انگلیسی و همزمان به شکل دیجیتال در دسترس خوانندگان قرار می گیرد.

## دربارهٔ ره آورد
بنا بر دعوت «نادر صالح»، بنیانگذار «جامعه ایرانیان مقیم آمریکا» (Society of Iranian Residents of the USA) حسن شهباز که به تازگی ایران را ترک کرده بود در ۱۳۶۰ / ۱۹۸۱ به لس آنجلس آمد. به تشویق شهباز گروهی از متخصصان به زودی دست به کار ایجاد «جامعه دوستداران فرهنگ ایرانی» (Society of Friends of Persian Culture) شدند که متشکل از ابوالقاسم پرتو اعظم، حمید خواجه نصیر، عبدالله حکیم فر و غفور میرزایی بود و در پی شهباز را به عنوان رئیس برگزیدند. در ۱۳۶۱ / ۱۹۸۲ شهباز با کمک گرفتن از هر دو انجمن، ره آورد را ایجاد نمود. تصمیم بر آن شد که ره آورد از رخدادهای سیاسی روزانه برکنار بماند و تنها به مسائل اجتماعی، تاریخی و فرهنگی که درک بهتری از فرهنگ ایرانی بدست می‌دهد بپردازد.
نخستین شماره در ۱۳۰ صفحه در بهار ۱۳۶۱ خورشیدی / ۱۹۸۲ میلادی منتشر شد. حسن شهباز دربارهٔ چگونگی آغاز ره آورد می‌نویسد:
«در یک بامداد فروردین ۱۳۶۱ خورشیدی، هر کاری که در دست داشتم، کناری نهادم و به گردآوری و تنظیم و ترجمه و نگارش مطالب نخستین شماره ره آورد پرداختم. این تلاش من، قریب یک هفته به طول انجامید. روزی که اطمینان یافتم مندرجات شماره یک آماده است، هر چند می‌دانستم آنچه را که آماده ساخته‌ام، کمال مطلوب من نیست، با این حال به جمع یارانم پیوستم و در دیداری با حضور آن همه بزرگواران ایراندوست، طرح خود را در میان نهادم و از یک یک آنان مدد خواستم، و برای این که از پشتوانه معنوی آنان نیز برخوردار شوم، اعلام داشتم که ره آورد به عنوان «نشریه انجمن دوستداران فرهنگ ایران» منتشر خواهد شد. طرح من مورد تصویب قرار گرفت.»
و در جای دیگر می‌آورد: «ره آورد ارمغانی است به ایرانیان. پیشکش کوچکی است از سوی کسانی که به این بخش از جهان آمدند تا مشعل زبان و فرهنگ فارسی را در اینجا فروزان نگاه دارند.»
«هما پرتوی»، نویسنده، نقاش و از دوستان قدیمی شهباز، دربارهٔ هدف او از انتشار این مجله می‌گوید: «شهباز نیت خود در درآوردن مجله را اول دفعه با یکی دو تن از اطرافیان در میان می‌گذارد. به او خرده می‌گیرند که در این آشفتگی و پریشانی چه جای شعر و ادب و فرهنگ است؟ شهباز می‌گوید: از قضای روزگار درست در همین زمان است که باید به حفظ و حراست هویت ملی و اندوخته‌های ملی مان فکر کنیم، چرا که تغییرات، جابجایی‌ها، بحران‌های سیاسی و اجتماعی آرام آرام، ارزش و اهمیت فرهنگ را بی‌رنگ می‌کند.»
دانشنامه ایرانیکا در مقاله خود دربارهٔ نشریه می‌نویسد: «پشتوانه مالی تعدادی از ایرانیان نیکوکار که حراست از فرهنگ ایران را وظیفه میهن پرستانه خود می‌دانستند، و بیش از همه خسرو اقبال، عضو هیئت امنای دانشنامه ایرانیکا به همراه تعداد رو به افزایش مشترکین نشریه از تعدادی محدود به دو هزار نفر در کمتر از یک دهه، افق انتشار آن را تضمین نمود… این نشریه با سیاست‌های منعطف دربارهٔ مقالات، به انتشار بیش از سه هزار مقاله در ۲۶ سال انجامید که از این تعداد، ۷۰۰ مقاله دربارهٔ ادبیات فارسی، هنر، فلسفه و دین بود و ۶۰۰ مقاله دربارهٔ تاریخ. (به ترتیب ۳۰ و ۲۵ درصد از کل ۲۲ هزار صفحه) فصلنامه بیش از ۵۰۰ خاطره منتشر کرد که تقریباً ۲۲ درصد کل صفحات را شامل می‌شد که از میان می‌توان به خاطرات افرادی چون جمشید آموزگار [شماره‌های ۳۲-۳۴، ۳۹ و ۴۲]، جعفر شریف امامی [شماره‌های ۳۶-۳۷]، مهدی بازرگان [شماره‌های ۳۶ و ۳۸]، فریدون جم [شماره‌های ۲۰-۶۰]، جعفر صانعی [شماره‌های ۷۴-۷۸]، علی رضایی [شماره  ۴۹] و حسن آدین فر [شماره‌های ۲۸-۶۹] اشاره کرد که این گزارش‌ها مواد تازه ای برای بحث دربارهٔ جنبه‌های کمتر بررسی شده اقتصاد، جامعه‌شناسی و تاریخ سیاسی دوران پهلوی فراهم آورد.» شهباز خود بیش از ۳۰۰ مقاله در نشریه نوشت. افزون بر این، بخش بررسی کتاب نشریه به بررسی بیش از ۴۰۰ کتاب پرداخت که ۹ درصد کل نشریه را شامل می‌شود. از بیست و دومین شماره (زمستان ۱۹۸۸)، برنامه انتشار بصورت فصلنامه شد و از بیست و ششمین شماره (زمستان ۱۹۹۱)، صفحه بندی موضوعی در هفت بخش ادبیات، هنر، دین، فلسفه؛ شعر و شاعری؛ تاریخ ایران؛ خاطرات؛ بررسی کتاب؛ نماه به سردبیر؛ و درگذشتگان شهیر را به خود گرفت.
از شماره شصت و ششم، شهباز به تدریج از مسئولیت‌های ویراستاری کنار رفت و هفتاد و چهارمین شماره، آخرین شماره منتشر شده در زمان زندگانی خود وی بود. در ۱۳۸۴ / ۲۰۰۵، دوستان و پشتیبانان ره آورد، جشنی باشکوه در لس آنجلس به مناسبت بیست و پنجمین سالگرد ره آورد، بزرگداشتی به افتخار وی بر پا کردند. نشریه، شماره ۷۰ خود را به این رخداد و خود شخص شهباز اختصاص داد.
پس از درگذشت حسن شهباز، به درخواست وی، همسرش، «شعله شمسِ شهباز»، مدیریت و سپس سردبیری ره آورد را به دست گرفت و با همکاری احسان یار شاطر و عبدالحمید اشراق به عنوان مشاور فرهنگی و علمی، و همکاری شورای ویراستاران و دعوت از نویسندگان، شاعران، و طراحان تازه‌نفس، در کنار نویسندگان قدیمی و پیش‌کسوت این نشریه (درون و برون مرزی) و چهره‌هایی مانند تورج دریایی، فضل‌الله رضا، جلال خالقی مطلق، همایون کاتوزیان، ایرج پزشکزاد، عبدالرضا انصاری، سیروس آموزگار، محمد توکلی طرقی، نسرین رحیمیه و مجید مجیدی کوشید با دمیدن نفس تازه ای در «فصلنامه ره آورد» به انتشار آن ادامه دهد. مهدی سررشته داری و ماندانا زندیان نیز به شورای نویسندگان این نشریه پیوستند.
در دوره جدید با هدف جلب جوانان ایرانی مشتاق به دانستن دربارهٔ ایران، بخش انگلیسی به این فصلنامه افزوده شد و در کنار نسخه چاپی نسخه دیجیتال (ebook) نیز ارائه گردید. از تغییرات فصلنامه افزودن شدن بخش‌های جدیدی مانند «تندباد حوادث و تفحصی در آینده ایران» (نقل رخدادهای روز ایران به صورتی بی طرفانه و بدون هرگونه غرض ورزی در قالب مقالات تحقیقی و تحلیلی) و «بازتاب واژه ای و هنری احساس» (به جای بخش «شعر») و بخش «دانش و فناوری» برای آگاهی از تازه‌ترین تحولات علمی و پزشکی جهان بدان بوده‌است.
یکی از کارهای مهم این نشریه گردآوری خاطرات چهره‌های سرشناس، سیاستمداران و نام‌اوران ایرانی بوده‌است. بخش کفت‌و‌گوها نیز بازگو کننده بسیاری موارد در تاریخ ایران بوده که تا این زمان مسکوت باقی مانده بودند و در این باره ماندانا زندیان، مصاحبه گر خاطرات احسان یارشاطر و ایرج گرگین، در سی و پنجمین سالگرد انتشار ره آورد می‌آورد: «از کارهایی که من موفق به انجامش شدم و خیلی دلم می‌خواست انجامشان بدهم، ثبت روایت زندگی ایرج گرگین و احسان یارشاطر بود که هر دو واقعاً به دست خانم شمس شروع شد. در مورد آقای گرگین که خانم شمس با آقای گرگین صحبت کردند و خواستند که با ره آورد این همکاری را کنند و خاطرات یا روایت زندگی حرفه ای شان در ره آورد ثبت شود… با پیگیری‌هایی که انجام شد، در سه سال و هفت شماره ره آورد مصاحبه‌هایی درآوردیم که روایت ایرج گرگین از رادیو و تلویزیون در ایران بود و این مرکز و هسته تنها اثر مکتوبی شد که از ایرج گرگین به جا ماند، کتابی به نام «امید و آزادی» که زندگینامه حرفه ای شان بود.»
خاطرات احسان یار شاطر نیز بعدها در کتابی با عنوان «احسان یارشاطر در گفتگو با ماندانا زندیان» جداگانه به چاپ رسید.
بنا به گفته شعله شمس شهباز، این فصلنامه از وابستگی به هیچ گروه، مسلک و یا بنیادی ندارد و فقط با همیاریِ مشترکین در پرداخت وجوه اشتراک و آگهی‌هایِ معدود انتشار می‌یابد. و در طول سالیان دراز (از ۱۹۸۲) تنها به کمک وجوهی که مشترکین پرداخت می‌کنند و یکبار هم با برگزاری جشنی و وجوه حاصله از آن، به راه خود ادامه داده‌است تا وسیله ای باشد که فرهیختگان با هم تبادل نظر کنند.
در سال ۲۰۲۲ فصلنامه ره‌اورد غیرانتفاعی شد 
Nonprofit 501C(3)

## دیدگاه‌ها دربارهٔ ره آورد
ایرج پزشکزاد، نویسنده نامی طنز و خالق کتاب دایی جان ناپلئون دربارهٔ مجله می‌گوید:
«پس از فوت شهباز در مجلسی در پاریس عده ای روزنامه‌نگار و اهل قلم جمع بودند… بعد یکی یکی شروع کردند به نظر دادن. نظر همه‌شان این بود که کار حسن شهباز کار کوچکی نبود. در این دورانی که میلیون‌ها ایرانی از مملکت خارج شدند همه هم باسواد، همه هم می‌توانند یک نان شبی داشته باشند ولی هر خرجی پیش بیاید می‌کنند غیر از این که نشریه ای بخرند ـ الآن روزنامه کیهان لندن را به همدیگر قرض می‌دهند به جای این که با خرید آن کمکی از این جهت بکنند ـ در یک چنین محیطی، حسن شهباز واقعاً شاهکاری کرد که توانست یک مجله‌ای را به این صورت منتشر کند، آن‌هم چی؟ مجله‌ای که واقعاً لازم و ضروری بود.»
«شهرت و دستاوردهای این نشریه به کوشش‌های تمامی ناپذیر شهباز» و «تعهد او به میراث زبان فارسی» «به دلیل نقش مؤثر آن در زبان ئ فرهنگ فارسی در برون مرز همواره تحسین شده‌است» که «در میان ایرانیان در غربت روحیه غرور را زنده نگاه می‌دارد.»
جهانگیر آموزگار:
«پایداری سرسخت و ستایش آمیز فصلنامه ره آورد با وجود دشواری‌های توانفرسای انسانی، مالی، فنی و فرهنگی، نشانه عزم راسخ و پشتکار روزانه سردبیر و همکارانش است، به دور از جنجال‌های مبتذل سیاسی.»
مهرداد پهلبد:
«سال هاست که با خواندن نوشته‌های ره آورد خود را سرگرم می‌کنم.»
محمود فرشچیان:
«ره آورد در آن روزگارِ غربتِ جانکاه، موهبتی بس ارزشمند بود، آموزنده بود و به دور از رجزخوانی‌ها و ناسزاگویی‌های بیهوده.»
فضل‌الله رضا:
«ره آورد نخستین نامه فرهنگی به زبان فارسی ست که نزدیک به ۳۵ سال در آمریکا انتشار یافته. امیدوارم به همت دوستداران فرهنگ ایران موجباتی فراهم شود که ره آورد بر پای استوار بماند و ارزش معنوی آن روز به روز فزونی یابد.»
فرح دیبا:
«چنان‌که می‌دانید فصلنامه فرهنگی ره آورد که به همت والای حسن شهباز در سال ۱۳۶۱ در لس آنجلس شروع به انتشار نمود، اینک ۳۵ سال انتشار خود را پشت سر گذاشته. ده سال از درگذشت بنیان‌گذار این فصلنامه می‌گذرد و همسر وی، شعله شمس شهباز با همکاری بزرگان ادب و فرهنگ ایران زمین، شعله این نشریه را روشن نگاه داشته و کماکان به انتشار آن ادامه داده‌است. این فصلنامه هویت حقیقی و اصالت فرهنگی و تاریخی ایران را حفظ کرده و ره آوردیست برای نسل‌های آینده…» [پیام به مناسبت سی و پنج سالگی انتشار ره آورد در برون مرز]
محمود طلوعی:
«زبان نشریات فارسی‌زبان لوس آنجلس هم به جز چند نشریه سنگین مانند سیمرغ یا ره آورد و مجله فرهنگی راه زندگی پر از اغلاط فاحش دستور زبان فارسی…»